# 卡斯塔利亞鎮區 (北卡羅萊納州納什縣)
卡斯塔利亞鎮區（英語：Castalia Township）是位於美國北卡羅萊納州納什縣的一個鎮區。

## 地方資料
卡斯塔利亞鎮區的面積為82.62平方千米，皆為陸地。根據2020年美國人口普查的數據，當地共有人口2269人，而人口密度為每平方千米27.46人。